# Pogonarthron bedeli
Pogonarthron bedeli är en skalbaggsart som först beskrevs av Semenov 1900.  Pogonarthron bedeli ingår i släktet Pogonarthron och familjen långhorningar. Inga underarter finns listade i Catalogue of Life.